# Karl Friedrich Abt
Karl Friedrich Abt, auch Karl Friedrich Abbt, eigentlich Johann Daniel Dettenrieder bzw. G.G. Dettenrieder (* 1743 in Stuttgart; † 20. November 1783 in Bremen) war ein deutscher Theaterschauspieler und -leiter.

## Leben
Abt begann seine Theaterkarriere 1764 in Süddeutschland mit der Gründung einer reisenden Gesellschaft, mit der er Schwaben und Franken durchzog. Seine Frau Felicitas (1746 in Biberach – 1783 in Göttingen), mit der er aus Biberach an der Riß durchgebrannt war, bildete er ebenfalls zur Schauspielerin aus. 1772 eröffnete er mit Unterstützung des Hofes seine eigene Bühne in Den Haag. Dort führte er vornehmlich deutsche Bühnenstücke in Übersetzung auf: Romeo und Julia von Christian Felix Weisse, Emilia Galotti von Gotthold Ephraim Lessing und andere. 1773 baute er sein Theater zur Wanderbühne um und zog durch Holland. Bei seiner Rückkehr nach Haag wurde er von einem Konkurrenten ruiniert und zog nach Haarlem, wo er von Freunden aus Amsterdam unterstützt wurde. In den folgenden Jahren zog Abt mit seiner Bühne von Ort zu Ort. Er hielt sich in der Umgebung von Amsterdam, in Noord-Holland, auf, durfte aber in der Stadt selbst keine Aufführungen abhalten.
Aus gesundheitlichen Gründen musste er bald seine Selbständigkeit aufgeben und arbeitete für Privatleute auch als Schauspieler. Ab 1776 verlor er auch diese Aufträge und zog mit einer neu zusammengestellten Theatertruppe nach Münster (Gastspiele in Göttingen, Hannover und Bremen). Nach dem Verlust seiner Direktion in Münster (1780) zog er mit einer neuen Truppe wieder in die vorgenannten Städte. In Bremen spielte er von 1780 bis 1783 im Komödienhaus beim Reithaus Am Wall. Die Stadtverwaltung in Bremen übernahm nach seinem Tod die Versorgung seiner Familie. Er wurde im Chor der katholischen Kirche St. Johann in Bremen bestattet.